# Aegon Open Nottingham 2015
L'Aegon Open Nottingham 2015 è stato un evento combined di tennis che si è giocato sui campi in erba. È stata la decima edizione del femminile (la prima dal 1974) e la ventinovesima per il maschile (la prima dal 2008). Ha fatto parte della categoria WTA International per il WTA Tour 2015 e della categoria ATP 250 per l'ATP World Tour 2015. L'evento si è tenuto al Nottingham Tennis Centre di Nottingham in Gran Bretagna dall'8 al 14 giugno 2015 per il femminile, e dal 21 al 27 giugno 2015 per il maschile.

## Partecipanti ATP

### Teste di serie
| Paese       | Giocatrice         | Classifica* | Testa di serie |
| ----------- | ------------------ | ----------- | -------------- |
| Spagna      | David Ferrer       | 7           | 1              |
| Francia     | Jo-Wilfried Tsonga | 12          | 2              |
| Francia     | Gilles Simon       | 13          | 3              |
| Spagna      | Feliciano López    | 14          | 4              |
| Belgio      | David Goffin       | 15          | 5              |
| Argentina   | Leonardo Mayer     | 22          | 6              |
| Uruguay     | Pablo Cuevas       | 23          | 7              |
| Australia   | Nick Kyrgios       | 25          | 8              |
| Serbia      | Viktor Troicki     | 28          | 9              |
| Austria     | Dominic Thiem      | 30          | 10             |
| Francia     | Adrian Mannarino   | 32          | 11             |
| Argentina   | Juan Mónaco        | 33          | 12             |
| Spagna      | Pablo Andújar      | 35          | 13             |
| Slovacchia  | Martin Kližan      | 36          | 14             |
| Francia     | Jérémy Chardy      | 37          | 15             |
| Stati Uniti | Sam Querrey        | 39          | 16             |

* Ranking dell'8 giugno 2015.

### Altri partecipanti
I seguenti giocatori hanno ricevuto una wildcard per il tabellone principale:
- Aljaž Bedene
- Kyle Edmund
- James Ward

I seguenti giocatori sono passati tramite le qualificazioni:

- Ruben Bemelmans
- Dudi Sela
- Gō Soeda
- Miša Zverev

## Partecipanti WTA

### Teste di serie
| Paese       | Giocatrice           | Classifica* | Testa di serie |
| ----------- | -------------------- | ----------- | -------------- |
| Polonia     | Agnieszka Radwańska  | 14          | 1              |
| Kazakistan  | Zarina Dijas         | 32          | 2              |
| Stati Uniti | Varvara Lepchenko    | 34          | 3              |
| Italia      | Karin Knapp          | 42          | 4              |
| Stati Uniti | Alison Riske         | 47          | 5              |
| Australia   | Casey Dellacqua      | 48          | 6              |
| Slovacchia  | Magdaléna Rybáriková | 57          | 7              |
| Croazia     | Ajla Tomljanović     | 58          | 8              |

* Ranking del 25 maggio 2015.

### Altre partecipanti
Le seguenti giocatrici hanno ricevuto una wildcard per il tabellone principale:
- Katy Dunne
- Johanna Konta
- Agnieszka Radwańska

Le seguenti giocatrici sono passate tramite le qualificazioni:

- Jarmila Gajdošová
- Ol'ga Govorcova
- Alla Kudrjavceva
- Sachia Vickery

## Vincitori

### Singolare maschile
Denis Istomin ha sconfitto in finale  Sam Querrey per 7–6(1), 7–6(6).
- È il primo titolo in carriera per Istomin.

### Singolare femminile
Ana Konjuh ha sconfitto in finale  Monica Niculescu per 1–6, 6–4, 6–2.
- È il primo titolo in carriera per la Konjuh.

### Doppio maschile
Chris Guccione /  André Sá hanno sconfitto in finale  Pablo Cuevas /  David Marrero per 6–2, 7–5.

### Doppio femminile
Raquel Kops-Jones /  Abigail Spears hanno sconfitto in finale  Jocelyn Rae /  Anna Smith per 3–6, 6–3, [11–9].